# CODECO
El CODECO (Comandos Operacionais de Defesa da Civilização Ocidental en portugués) fue una organización terrorista portuguesa creada en durante el Verano de 1975 y cuya acción duró hasta 1982. Poco se sabe de CODECO, se supone que algunos miembros tienen vínculos con el CDS, especialmente con el ala más conservadora. El CODECO también dio la bienvenida a miembros del Ejército de Liberación Portugués (otra guerrilla portuguesa activa hasta 1976), pero no es posible probar que CODECO tuviera vínculos con la resistencia clandestina de la Legión, que tenía como objetivo implementar un régimen presidencial de inclinación Salazarista y para-fascista

## Historia

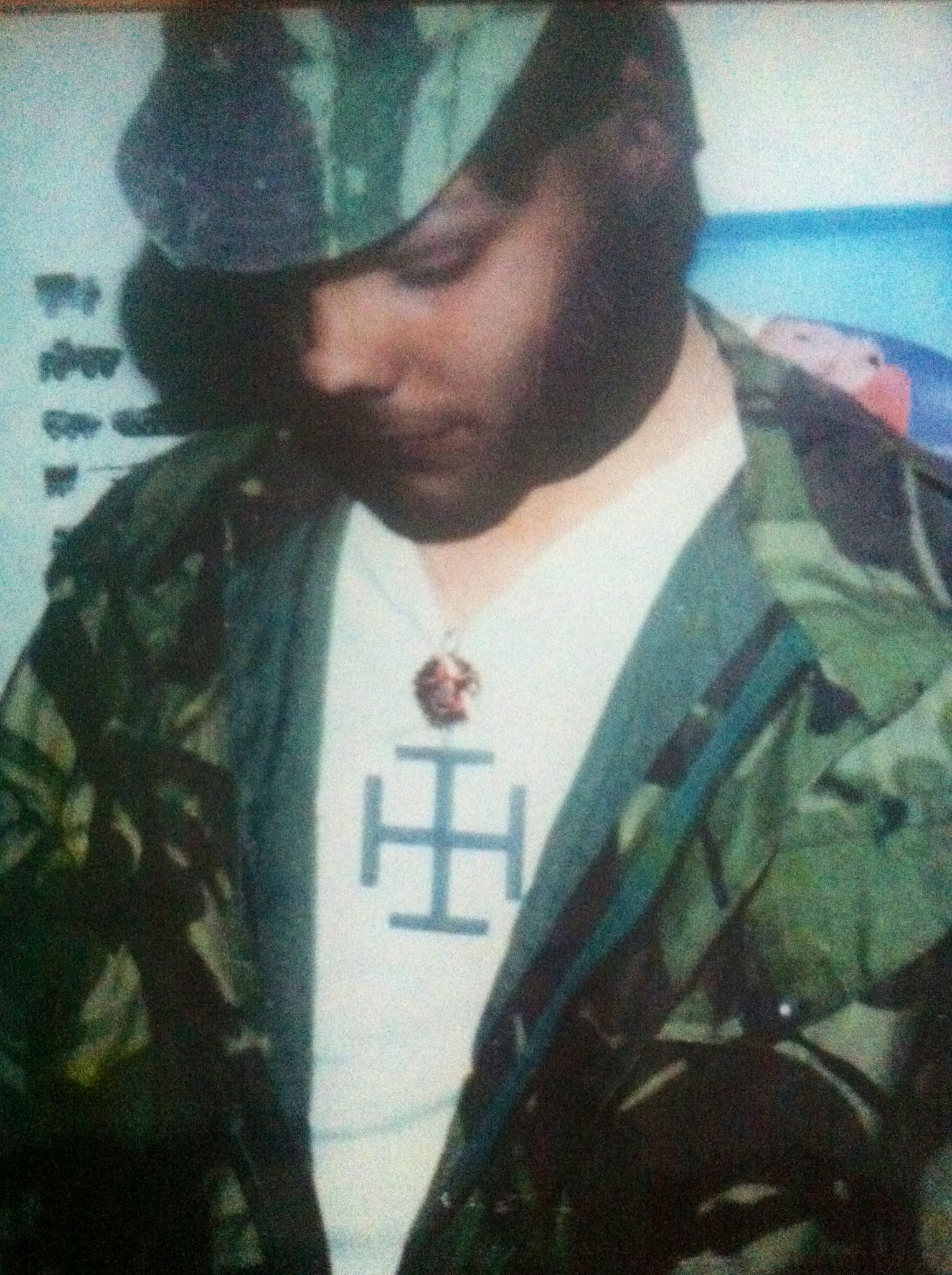
militante del CODECO con su uniforme puesto

El 31 de julio aparece una organización comandada por Vasco Montês denominada Comandos Operativos para la Defensa de la Civilización Occidental, comenzando actividades después de la Revolución de los Claveles, Estado Nuevo (Portugal). En la transición democrática Portugal tuvo una serie de tensiones entre el Partido Comunista de Portugal y el CDS-Partido Popular, propiciando una crisis política en ese mismo año. Obsesivamente leal a su país y anticomunista, luchó contra los nuevos poderes en Mozambique y Angola. Luego regresó a Portugal para vengarse. Fue uno de los líderes de Codeco y la red de bombardeos de derecha, fue detenido, organizó la espectacular fuga de Alcoentre en 1978. El periodista Ricardo de Saavedra mantuvo un testimonio impresionante durante 35 años. El libro se llamado O Puto - Autopsia de los Vientos de Liberdad.
Se cree que actuó como guerrilla, contando entre sus operativos a José Esteves, militante angolano, miembro del Frente Nacional para la Liberación de Angola.
El 18 de marzo de 1978, militantes del CODECO, incendiaron la Facultad de Ciencias de Lisboa, quedando prácticamente destruida, pero sin que se reportasen heridos.